# Чангакуль
Чангакуль (баш. Сәңгекүл) — деревня в Янаульском районе Республики Башкортостан Российской Федерации. Входит в состав Воядинского сельсовета.

## География

### Географическое положение
Находится у истока речки Чангакуль. Расстояние до:
- районного центра (Янаул): 34 км,
- центра сельсовета (Вояды): 6 км,
- ближайшей ж/д станции (Янаул): 34 км.

## История
В 1896 году упоминается деревня Чинганкул, относившаяся к Байгузинской волости IV стана Бирского уезда Уфимской губернии, но находящаяся на земле Осинского уезда Пермской губернии — 39 дворов, 200 жителей (92 мужчины, 108 женщин).
По переписи 1920 года в ней было 55 дворов и 265 жителей (122 мужчины, 143 женщины).
К 1926 году деревня была передана из Уральской области в состав Янауловской волости Бирского кантона Башкирской АССР.
Во время Великой Отечественной войны действовал колхоз «1 Май».
В 1982 году население — около 200 человек.
В 1989 году — 119 человек (55 мужчин, 64 женщины).
В 2002 году — 61 человек (24 мужчины, 37 женщин), башкиры (85 %).
В 2010 году — 52 человека (21 мужчина, 31 женщина).

## Население
| 2002 | 2009 | 2010 |
| ---- | ---- | ---- |
| 61   | ↘53  | ↘52  |